# Granvattnet
Granvattnet är en sjö i Stenungsunds kommun i Bohuslän och ingår i Göta älv-Bäveåns kustområde. Sjön är 4,5 meter djup, har en yta på 0,111 kvadratkilometer och befinner sig 69 meter över havet.
Nya E6 genom Bohuslän drogs fram längs med sjöns östra sida i slutet av 1980-talet, och gör idag sjön svåråtkomlig från det hållet. Sjön hyser de flesta svenska insjöfiskarna, till exempel abborre, gös och gädda.

## Delavrinningsområde
Granvattnet ingår i delavrinningsområde (644883-126618) som SMHI kallar för Mynnar i havet. Medelhöjden är 69 meter över havet och ytan är 16,38 kvadratkilometer. Det finns inga avrinningsområden uppströms utan avrinningsområdet är högsta punkten. Avrinningsområdets utflöde Ödsmålsån mynnar i havet. Avrinningsområdet består mestadels av skog (57 %), öppen mark (15 %) och jordbruk (20 %). Avrinningsområdet har 0,21 kvadratkilometer vattenytor vilket ger det en sjöprocent på 1,3 %. Bebyggelsen i området täcker en yta av 0,59 kvadratkilometer eller 4 % av avrinningsområdet.